# متحف مجلس الشعب (مصر)
على الرغم من الحلة الجديدة التي أضافتها وزارة الدولة لشؤون الآثار على متحف مجلس الشعب المصري، الغرفة الأولى للبرلمان، إلا أن نوابه لم يهنأوا كثيراً بهذه الحلة، بعد الحكم القضائي بحله، لتضاف إلى تلك التي سبق أن أرادها المتحف قبل الثورة، غير أن تشكيل برلمان جديد بعد الثورة، كان دافعاً لأمانة المجلس ووزارة الآثار لإضفاء مزيد من التطوير والصيانة على هذا المتحف، الذي يتخذ قاعتين مقراً له.
النواب أنفسهم كانوا حريصين على مقتنيات المتحف وإبرازها بصورة تعكس القيمة التاريخية لبرلمانهم، ومنهم الإسلاميون الذين كانوا يشكلون الأغلبية، ولم يكونوا يتبنون موقفا مغايراً منها، أو النظر إليها على أنها أصنام، للدرجة التي جعلت وزير الدولة لشؤون الآثار دكتور محمد إبراهيم يؤكد أنهم كانوا أكثر حرصاً على الاهتمام بالآثار وحمايتها وتقديم طلبات إحاطة بشأنها .
الاهتمام بالمتحف من جانب الوزارة جاء كونها تشرف على جمع المقتنيات التي تتخذ طابعاً أثرياً، أو حتى المتاحف الأخرى التي تقتني معروضات غير أثرية، إذ تتم الاستعانة بخبرائها لتوظيف سيناريوهات العرض المتحفي .
وجاء الاهتمام بمتحف البرلمان، انطلاقاً من القيمة التاريخية لمجلس الشعب، الذي يعد واحدا من أقدم المؤسسات التشريعية في الوطن العربي، ولذلك جاء المتحف ليعكس ملحمة تاريخية، سطرها البرلمان على مدى تاريخ البلاد القديم والحديث، من أجل حفظ التراث المصري من حيث الممارسة البرلمانية والسياسية .
المتحف يضم مستنسخات أثرية لأقدم نظم الحكم والتشريعات والقوانين والمعاهدات في تاريخ الإنسانية، ففي جنباته مقتنيات ترجع إلى مختلف العصور، إضافة إلى ما يعرضه من هدايا تذكارية تم تقديمها إلى مجلس الشعب ذاته .
يحكي المتحف تاريخ الحياة النيابية الحديثة في مصر، منذ إنشاء المجلس العالي عام 1824 وحتى تشكيله الأخير بعد ثورة 25 يناير
يضم المتحف صورا فوتوغرافية وزيتية لقادة مصر، ورؤساء وأعضاء المجالس النيابية، ووثائق سياسية ودستورية عديدة، وكذلك صورا لاجتماعات المجلس في مناسبات مهمة مثل زيارات بعض قادة الدول للمجلس، إضافة إلى قسم خاص يعرض صور انتصارات أكتوبر عام 1973 من صور ولوحات ورسوم لبطولات القادة والأفراد، خلال فترة الحرب.

## قاعات المتحف
رتبت مقتنيات المتحف على قاعتين بدءاً من العصر الفرعوني حيث تعرض صوراً لأهم التشريعات والوثائق عبر العصور الفرعونية التي دونت على ورق البردي أو التي نقشت على الحجر، وصولا إلى العصر الحالي.

## المقتنيات
- يقدم المتحف مستنسخات من العصرين القبطي والإسلامي في مصر وحتى مصر الحديثة وصولا إلى الوقت الحاضر
- يضم العربة الملكية التي كانت تقل ملك مصر
- وثائق وصور خاصة باللجنة التي وضعت دستور عام 1923
- صور جميع رؤساء البرلمان في مصر في تسلسل تاريخي منذ إسماعيل راغب أول رئيس لمجلس شورى النواب عام 1866
- صور لزعماء مصر السياسيين في المرحلة المعاصرة مثل أحمد عرابي، مصطفى كامل، محمد فريد، سعد زغلول، وجمال عبد الناصر، ومحمد أنور السادات.
- نماذج عديدة من التشريعات والقوانين في مصر القديمة، منها نموذج لتمثال الكاتب المصري جالسا يحمل لفافة من أوراق البردي ويقوم بتدوين التشريعات والقوانين .
- مقتنيات من العصر الإسلامي في مقدمتها نسخة من القرآن الكريم كونه المصدر الرئيس للتشريع في البلاد، وصور من بعض الرسائل والمخطوطات، منها رسالة من وإلى مصر في العصر العباسي يحث فيها أهل النوبة على الالتزام بالمواثيق والمعاهدات، ورسالة عمر بن الخطاب لأبي موسى الأشعري عندما ولاه قضاء الكوفة.
- نموذجان مجسمان أحدهما لمجلس الحكم في عهد صلاح الدين الأيوبي (1171 - 1193) حيث كان يتسم هذا المجلس بالعدل، وكانت تصدر منه القوانين والتشريعات ويصور هذا المجسم الوالي يستمع إلى شكاوى أحد المواطنين في وجود الأمراء ورجال الدولة .
- صورة وثائقية من اللائحة الأساسية للمجلس العالي الصادرة في 1825 وهو أول مجلس يضم أعضاء منتخبين، كما تعرض لوحة لتطور علم مصر منذ 1923 حتى الآن، ومجموعة من الصور الفوتوغرافية لرؤساء مجلس الشيوخ المصري.
- يضم المتحف زي التشريفات الخاص بآخر رئيس للمجلس، ويعرض لأحد الكراسي الخاصة باستراحة الملك في مجلس النواب (استراحة رئيس الجمهورية في مجلس الشعب حالياً) وهو كرسي من الخشب المذهب، ومكسو بالديباج الأحمر الفاتح، ومزين بأشكال دائرية ووريدات من اللؤلؤ .
- يعرض المتحف نموذجاً آخر من كراسي النواب في البهو الفرعوني منذ تأثيث المجلس، وهي كراس صغيرة من الخشب، لها ظهر وقاعدة مكسوة بالجلد، والأرجل والظهر مزخرفة بأشكال لزهرة اللوتس، ويوجد في أعلاها قرص الشمس وجناحا صقر يتوسطهما صورة الملك حورس .
- وثائق محاكمة الزعيم الوطني أحمد عرابي وزملائه عام 1882 ووثائق قضية اغتيال أحمد ماهر باشا، رئيس وزراء مصر، داخل البهو الفرعوني في 24 من فبراير/ شباط 1945.
- صورا تسجيلية وثائقية من الصحف اليومية المصرية التي تتضمن أخبارا وصورا تسجل الأحداث التاريخية في مصر مثل قيام الثورة عام 1952 وتنازل الملك عن العرش ومغادرته البلاد في 26 من يوليو/ تموز 1952.
- خزانات عرض تضم شارات وميداليات تذكارية منها: شارة الاتحاد البرلماني الدولي خلال انعقاد مؤتمره بمصر عام ،1947 وشارة حرس البرلمان في السابق، وميداليات تذكارية عديدة مصرية وغير مصرية، والتي تم إهداؤها للبرلمان .
- كرسي العرش، الذي كان يتصدر قاعة مجلس النواب وعلى جانبيه شمعدانان وتعلوه الكمبوشة، وهو من الخشب مكسو بالقطيفة الزيتي وله شلتة متحركة وعلى واجهاتها زخارف نباتية في أعلى الركنين يتوسطهما شعار الهلال، وبداخله ثلاثة نجوم يعلوها تاج، وكان هذا شعار أسرة محمد علي، ويتميز هذا الكرسي بأن رجليه الأماميتين لكل منهما قاعدة على شكل رجل حيوان، له مخالب ويعلوها بالحفر البارز رأس أسد مجنح .
- محاضر اجتماعات أول لجنة لوضع الدستور الدائم في مصر عام 1922 وصورة للأمر الملكي بإصدار هذا الدستور عام ،1923 وإلى جانب مجلد ضخم يحتوي على مجموعة الدساتير المصرية، التي تم تجميعها وفهرستها بدقة، والدساتير التي صدرت من عام 1824 حتى الدستور الحالي عام 1971 .